# Боудич, Томас Эдуард
Томас Эдуард Боудич (англ. Thomas Edward Bowdich) (20 июня 1791 — 10 января 1824) — британский путешественник и натуралист.

## Биография
Томас Эдуард Боудич отправился в Африку в возрасте 21 года, принял участие в серии экспедиций по странам Африки. С 1820 по 1822 год жил в Париже, где изучал математику и науку. Он был в близких отношениях с Жоржем Кювье, бароном фон Гумбольдтом и другими учеными. В 1822 году он снова отплыл из Англии с целью посвятить себя исследованию африканского континента. Но как только он приехал в устье Гамбии вскоре заболел малярией и вскоре умер от неё.
С зоологической точки зрения его наиболее важной научной работой был анализ естественной классификации млекопитающих, для использования студентами и путешественниками. В этой классификации он признал три систематических групп млекопитающих и описал их характеристики:
- Хищные (Carnivora),
- Грызуны (Rodentia),
- Насекомоядные (Insectivora).

В ботанике его имя записано как T. E. Bowdich.

## Описанные таксоны
«Хищные», «Pomadasys incisus», «Bodianus speciosus», «Ethmalosa fimbriata»